# إيانو
بلدية إيانو (بالإسبانية: Illano) هي بلدية تقع في منطقة أستورياس شمال غرب إسبانيا.

## الديموغرافيا
بلغ عدد سكان بلدية إيانو 444 نسمة عام 2011 (وفقاً للمعهد الوطني للإحصاء الإسباني).
| 689 | 646 | 620 | 552 | 512 | 480 | 444 |